# Anthony Tata

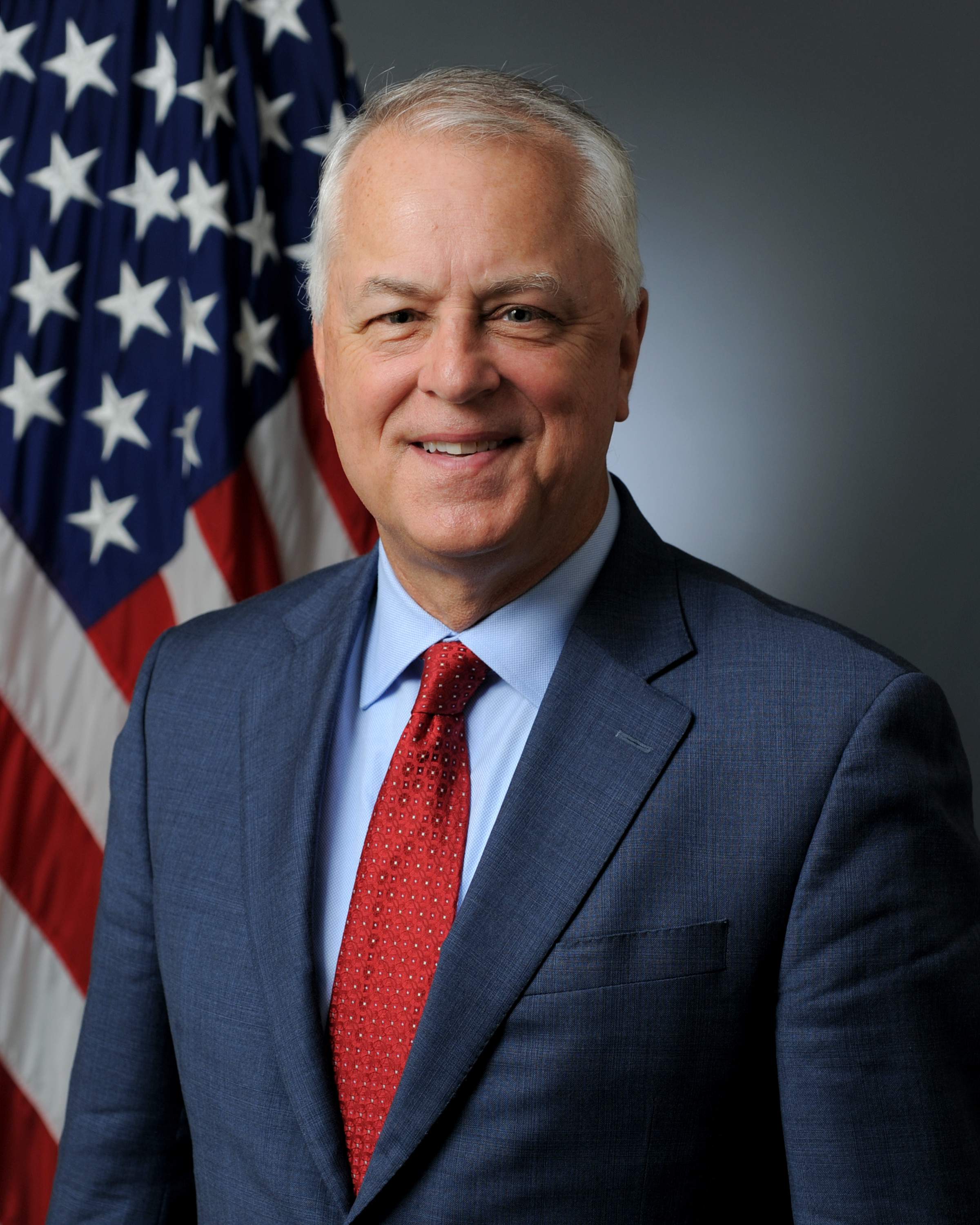
Anthony Tata (2020)

Anthony Jean Tata (Norfolk (Virginia), 7 september 1959) is een Amerikaans gepensioneerd legerofficier en bestuurder. In 2009 zwaaide hij af als brigadegeneraal bij het Amerikaanse leger, en in 2020 werd hij door president Donald Trump eerst zonder succes genomineerd tot Under Secretary of Defense for Policy (staatssecretaris van Defensie voor beleid). Vervolgens werd de nominatie teruggetrokken na weerstand in de senaat, en werd hij benoemd tot plaatsvervangend Deputy Undersecretary of Defense for Policy en in november 2020 tot plaatsvervangend undersecretary.

## Loopbaan
Tata trad in 1981 toe bij de infanterie na afstuderen aan de United States Military Academy. Hij behaalde een Master of Arts aan de Catholic University of America en studeerde af aan de Ranger School. Over een periode van 28 jaar promoveerde hij uiteindelijk tot de positie van brigadegeneraal. Tussen 2006 en 2007 was hij plaatsvervangend commandant van de 10e bergdivisie in Afghanistan. 
Na zijn pensioen in 2009 werd Tata benoemd tot Chief Operating Officer bij het openbare schoolsysteem van Washington D.C. en in 2010 werd hij directeur van het openbare schoolsysteem in Wake County (North Carolina).

## Politiek
In 2013 werd Tata benoemd tot minister van transport in North Carolina, wat hij zou blijven tot hij zijn ontslag indiende in juli 2015. Hij was een terugkerende gast bij de conservatieve praatprogrammas van Fox News, waar hij herhaaldelijk valse beweringen verkondigde - bijvoorbeeld dat Barack Obama een moslim en terrorist zou zijn, en dat CIA-directeur John Brennan een communist zou zijn.
Medio 2020 werd hij door Trump genomineerd als undersecretary, een nominatie die vervolgens werd teruggetrokken. Trump benoemde hem vervolgens in een lagere plaatsvervangende positie op hetzelfde departement, en wees hem in november 2020 aan als plaatsvervanger waarvoor hij eerder dat jaar niet bevestigd kon worden in de senaat. 
- Library of Congress Control Number: no2010004320
- Virtual International Authority File: 106860928
- WorldCat: E39PBJdx7gGQdpcBY4Whx8yw4q